# Rebels Are We
Singles de Chic
My Feet Keep Dancing
(1979) Real People
(1980)
Rebels Are We est une chanson du groupe américain Chic issue de leur quatrième album studio Real People. Elle est sortie le 13 juin 1980 en tant que premier single de l'album. La chanson est écrite et produite par Bernard Edwards et Nile Rodgers et met en vedette la voix solo de la chanteuse Luci Martin.

## Historique et contexte
Sorti le 13 juin 1980 en tant que premier single extrait de l'album Real People, le titre Rebels Are We marque un changement de direction musicale pour le groupe, incorporant des éléments rock et new wave dans leur musique disco et funk. Ce nouveau son musical est une réaction au déclin commercial du disco, après notamment l'événement de la Disco Demolition Night.
Bien que n'ayant pas obtenu le succès des chansons de l'ère disco de Chic, Rebels Are We a été incluse dans de nombreux albums de compilation tels que The Best of Chic, Volume 2 et The Very Best of Chic.

## Liste des titres
Toutes les chansons sont écrites et composées par Bernard Edwards et Nile Rodgers.
| A. | Rebels Are We | 4:53 |
| B. | Open Up       | 3:52 |

| A. | Rebels Are We | 3:19 |
| B. | Open Up       | 3:58 |

## Accueil commercial
Aux États-Unis, le single réussit à atteindre la 8e place du Billboard Hot Soul Singles, la 29e place du classement Disco Top 100 ainsi que la 61e place du Billboard Hot 100. Il se classe en outre dans le top 30 en Belgique flamande et en Suède.

## Classements hebdomadaires
| Classement (1980)                      | Meilleure position |
| -------------------------------------- | ------------------ |
| Belgique (Flandre Ultratop 50 Singles) | 24                 |
| États-Unis (Hot 100)                   | 61                 |
| États-Unis (Dance Club Songs)          | 29                 |
| États-Unis (Hot Soul Singles)          | 8                  |
| France (IFOP)                          | 60                 |
| Italie (Musica e dischi)               | 29                 |
| Suède (Sverigetopplistan)              | 17                 |

## Historique de sortie
| Pays                | Date         | Format   | Label    | Réf.  |
| ------------------- | ------------ | -------- | -------- | ----- |
| États-Unis          | 13 juin 1980 | 45 tours | Atlantic | [ 1 ] |
| Divers France Japon | juillet 1980 | 45 tours | Atlantic | [ 5 ] |